# Alexander von Pape
Alexander August Wilhelm von Pape (ur. 2 lutego 1813 w Berlinie, zm. 7 maja 1895 tamże) – oficer Armii Cesarstwa Niemieckiego, uczestnik wojny francusko-pruskiej, generał-pułkownik w stopniu feldmarszałka (niem. Generaloberst im Range eines Generalfeldmarschalls).

## Życiorys
W 1830 roku wstąpił do 2. Pułk Piechoty Gwardii, a już rok później awansował na stopień porucznika (niem. Oberleutnant). Od 1850 roku, w stopniu kapitana (niem. Hauptmann), został przydzielony do szkoły podoficerskiej w Poczdamie, a w 1856 roku major von Pape został komendantem domu kadetów. W 1860 roku został dowódcą batalionu w Pułku Rezerwy Piechoty Gwardii. Trzy lata później został tymczasowym zwierzchnikiem 33. Pułku FIzylierów, a następnie 2. Pułku Piechoty Gwardii w stopniu pułkownika (niem. Oberst). W trakcie wojny prusko-austraickiej dowodził 2. Brygadą Piechoty Gwardii, walcząc między innymi w bitwie pod Sadową, za co został odznaczony Orderem Pour le Mérite. Po zakończeniu konfliktu został dowódcą 1. Dywizji Gwardii, na której czele brał udział w starciach wojny prusko-francuskiej, w tym w bitwie pod Sedanem i w oblężeniu Paryża. Za swoje zasługi został odznaczony Krzyżem Żelaznym I klasy. W 1880 roku, po awansie na generała piechoty (niem. General der Infanterie) został komendantem V Korpusu Armijnego w Poznaniu, ale już rok później znalazł się w Korpusie Gwardii. W 1888 roku został dowódcą wojsk Marchii, czyli został naczelnym dowódcą Armii Pruskiej wchodzącej w skład Armii Cesarstwa Niemieckiego. Jednocześnie pełnił funkcję gubernatora wojskowego Berlina. Na tym stanowisku został awansowany na generała-pułkownika w stopniu feldmarszałka. Oprócz niego do tej rangi w Armii Cesarstwa Niemieckiego został podniesiony między innymi adiutant cesarza Wilhelma II Hans von Plessen. W 1892 roku cesarz odrzucił prośbę von Pape o przeniesienie w stan spoczynku. Zamiast tego został przeniesiony do kadry oficerskiej armii (niem. Offiziere von der Armee).  

## Odznaczenia
Odznaczenia gen. von Pape to między innymi: 
- Order Orła Czarnego na łańcuchu
- Krzyż Wielki Orderu Orła Czerwonego z liśćmi dębu i mieczami na pierścieniu
- Order Pour le Mérite z liśćmi dębu
- Order Orła Czerwonego II klasy z gwiazdą, mieczami i liśćmi dębu
- Wielki Komtur Orderu Domowego Królewskiego Hohenzollernów z mieczami na wstędze wojennej
- Krzyż Żelazny I klasy
- Order Hohenzollernów I klasy ordynku książęcego
- Krzyż Wielki Orderu Zasługi Wojskowej (Bawaria)
- Krzyż Zasługi I klasy Orderu Domowego Lippe (Lippe)
- Krzyż Wielki z koroną w złocie Orderu Korony Wendyjskiej (Meklemburgia)
- Krzyż Zasługi Wojskowej I klasy (Meklemburgia)
- Komandor II klasy Orderu Wojskowego Świętego Henryka (Saksonia)
- Krzyż Wielki orderu Alberta (Saksonia)
- Krzyż Wielki Orderu Korony Wirtemberskiej (Wirtembergia)
- Order Słonia (Dania)
- Kawaler Krzyża Wielkiego Orderu Świętych Maurycego i Łazarza (Włochy)
- Komandor Orderu Wojskowego Wilhelma (Niderlandy)
- Wielka Wstęga Orderu Wschodzącego Słońca (Japonia)
- Krzyż Wielki Orderu Świętego Stefana (Austro-Węgry)
- Krzyż Wielki Orderu Leopolda (Austro-Węgry)
- Kawaler Orderu Korony Żelaznej I klasy (Austro-Węgry)
- Wielka Wstęga Orderu Lwa i Słońca (Persja)
- Krzyż Wielki Orderu Avis (Portugalia)
- Krzyż Wielki Orderu Gwiazdy Rumunii (Rumunia)
- Order Świętego Andrzeja (Imperium Rosyjskie)
- Order Świętego Jerzego IV klasy (Imperium Rosyjskie)
- Order Świętego Włodzimierza II klasy z gwiazdą i mieczami (Imperium Rosyjskie)
- Order Królewski Serafinów (Szwecja)
- Komandor Krzyża Wielkiego Orderu Miecza (Szwecja)